# Prix du public (Magritte)
Le Prix du public est une récompense cinématographique spéciale décernée en 2011 et 2012 par l'Académie André Delvaux, laquelle décerne également les Magritte du cinéma.
En 2013, le prix a été supprimé par l'Académie. Celle-ci a créé, dans la foulée, le Magritte du premier film, lequel est lui aussi décerné par le public à la suite d'un vote sur internet.

## Palmarès
| Année | Récipiendaire     |
| ----- | ----------------- |
| 2011  | Benoît Poelvoorde |
| 2012  | Virginie Efira    |